# Telmesso

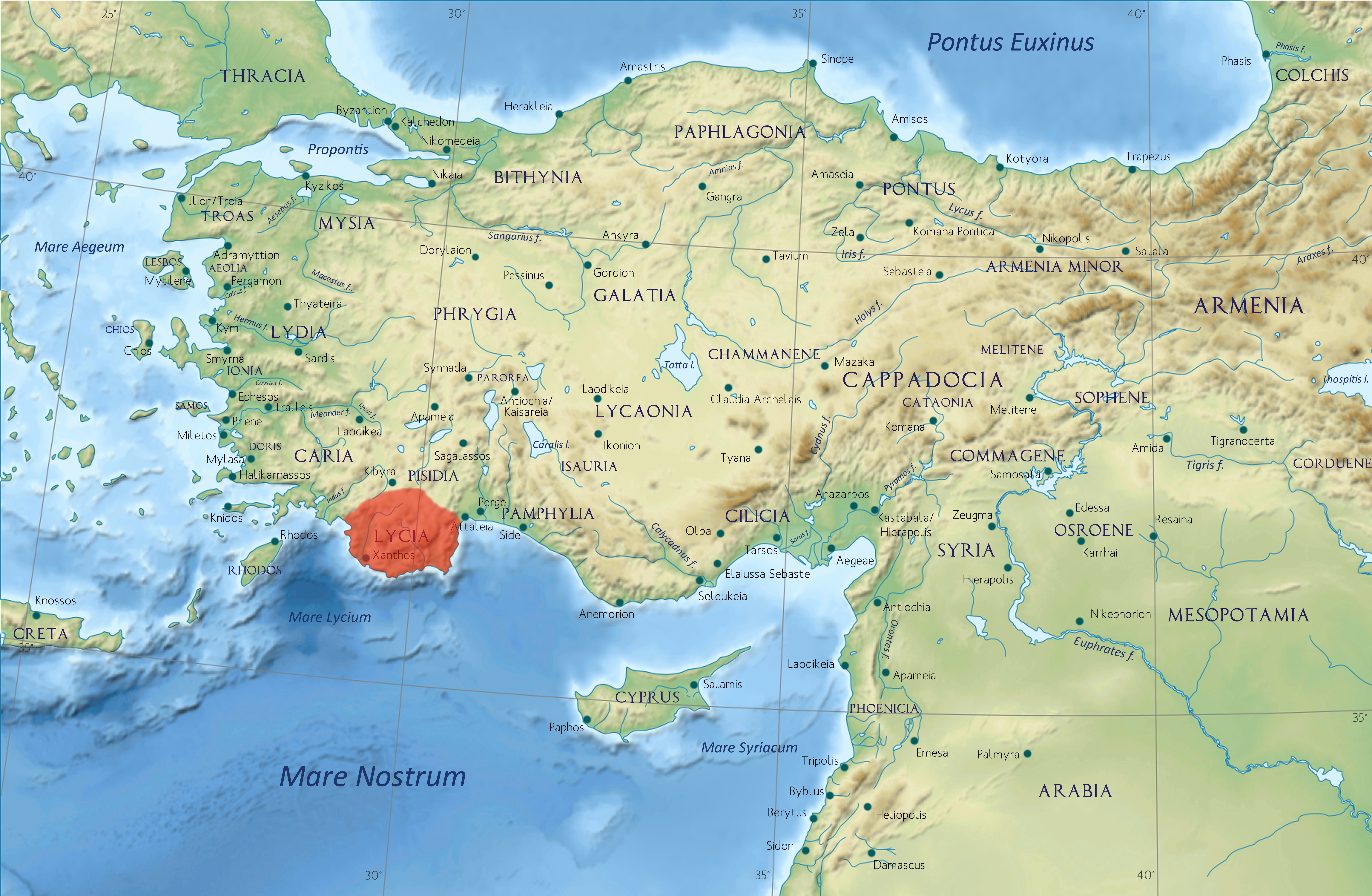
Posizione della Licia.

Telmesso (Licio Telebehi; in greco antico: Τελμησσός?, Telmessos), indicata anche come Telmissos) più tardi chiamata Anastasiopoli (corrispondente all'attuale Fethiye) era una città dell'antica Licia posta a occidente della penisola ai confini con la Caria.

## Storia
Come città portuale, Telmesso venne conquistata, come tutta la Licia, dai persiani nel VI secolo a.C., passando sotto la satrapia della Caria. Nel V secolo a.C. fece parte della Lega delio-attica, sotto il controllo di Atene per poi diventare indipendente. Nel 334 a.C. si sottomise pacificamente a Alessandro Magno, alla morte di Alessandro, passa da prima sotto il controllo di Antigono e nel 301 a.C. sotto controllo tolemaico, come tutto il litorale della penisola. Passa in seguito sotto controllo romano e viene annessa alla provincia d'Asia. Essa rimane molto dinamica fino all'impero bizantino, ma dopo il VII secolo, inizia un inarrestabile declino. Nell'VIII secolo prende il nome di Anastasiopoli in onore dell'imperatore bizantino Anastasio.
Capoluogo di diocesi, è oggi una della sedi titolari di diocesi della Chiesa cattolica.